# هجرة ويس (الطويلة)

تعديل مصدري - تعديل

هجرة ويس هي إحدى قرى عزلة بني الخياط بمديرية الطويلة التابعة لمحافظة المحويت، بلغ تعداد سكانها 298 نسمة حسب تعداد اليمن لعام 2004.